# Trompetboom
Trompetboom (Catalpa) is een geslacht van bomen die tot de trompetboomfamilie (Bignoniaceae) behoren.
Het geslacht omvat een tiental soorten uit het noorden van de Verenigde Staten en Oost-Azië. De enkelvoudige bladeren staan per drie of zijn tegenoverstaand (drie knoppen per knoop). De bloemen ontstaan in grote eindstandige pluimen. Ze hebben een klok-trompetvorm, tweelippig, bovenaan in twee kleinere en onderaan met drie grotere lobben. Ze zijn roomwit-geel. De kelk is onregelmatig gespleten.
Er zijn vijf meeldraden en een staminodium. Slechts twee meeldraden zijn goed ontwikkeld. Als de bloem pas open is wijken de twee stempellobben nog uiteen. Na insectenbezoek klappen ze naar elkaar toe. Een bijzondere eigenschap van de planten is dat ze muggen en vliegen op afstand houden.

## Etymologie
De botanische naam Catalpa is afgeleid van het Cherokese 'catawba'. Deze Indianen gebruikten delen van deze boom als geneesmiddel. Als een bloem apart bekeken wordt, lijkt deze qua vorm op een trompet, vandaar de Nederlandse naam.

## Standplaats
Ze vragen een wat beschutte standplaats, anders kan in strenge winters het hout doodvriezen. Elke goede frisse grond is geschikt. Ideaal is zandige leem.

## Soorten en cultivars
- C. bignonioides (Groene trompetboom)
  - C. bignonioides 'Aurea' (gele trompetboom)
  - C. bignonioides 'Nana' *(boltrompetboom)
- C. ×erubescens 'Purpurea' (purperbladige trompetboom)
- C. fargesii
- C. ovata
  - C. ovata 'Slender Silhouette', smal piramidale trompetboom
- C. speciosa, de trompetboom die iets smaller blijft, minder snel scheef waait.

De bolcatalpa draagt soms het verkeerde synoniem C. bungei. Dat is echter een andere, kleine trompetboom, die in tegenstelling tot C. bignonioides 'Nana' wel bloeit.

## Ziekte
De planten kunnen worden aangetast door meeldauw, een schimmel die de bladeren met een witte waas bedekt. Deze aantasting is relatief onschadelijk. Opvallend is dat vooral jonge, nog niet geheel volgroeide bladen worden aangetast. Zelden gaat het om volgroeide bladen.
Een ernstiger schimmelziekte is Verticillium (verwelkingsziekte), waarbij delen van de plant plotseling (in enkele dagen) verdorren. Alleen door de scheut die verdroogt ver onder de aantasting weg te snijden/af te zagen kan de rest van de boom soms gered worden. Deze ziekte komt vooral voor op vochtige bodems, waar de schimmel beter gedijt. Overigens komt de schimmel in elke grond voor.

## Trivia
Catalpa staat ook wel bekend als de ambtenarenboom omdat ze als laatste in het seizoen haar bladeren ontwikkelt, in mei/juni, en deze weer als eerste verliest.
... · 
Campsis (Trompetklimmer) · 
Catalpa (Trompetboom) · 
Crescentia · 
Kigelia · 
Martinella · 
Spathodea · 
Stereospermum · 
...